# Marieholmsskogen
Marieholmsskogen este o arie protejată (arie specială de conservare — SAC, sit de importanță comunitară — SCI, arie de protecție specială avifaunistică — SPA) din Suedia întinsă pe o suprafață de 259,9 ha, integral pe uscat.

## Localizare
Centrul sitului Marieholmsskogen este situat la coordonatele 57°23′56″N 13°53′03″E / 57.399°N 13.8841°E.

## Înființare
Situl Marieholmsskogen a fost declarat sit de importanță comunitară în ianuarie 1997 pentru a proteja 1 specie de plante și 3 specii de animale. Alte tipuri de protecție:
- arie de protecție specială avifaunistică (în mai 2006)[2]
- arie specială de conservare (în martie 2011)[1][3][4]

## Biodiversitate
Situată în ecoregiunea boreală, aria protejată conține 5 habitate naturale: Mlaștini împădurite, Lacuri și iazuri distrofice naturale, Cursuri de apă de la nivel de câmpie la nivel montan, cu vegetație Ranunculion fluitantis și Callitricho-Batrachion, Taiga vestică, Mlaștini turboase de tranziție și turbării mișcătoare.
La baza desemnării sitului se află mai multe specii protejate:
- plante (1): Buxbaumia viridis
- păsări (3): ciocănitoare neagră (Dryocopus martius), ciuvică (Glaucidium passerinum),  cocoș de munte (Tetrao urogallus)